# Palazzo Roberti Conti Datti

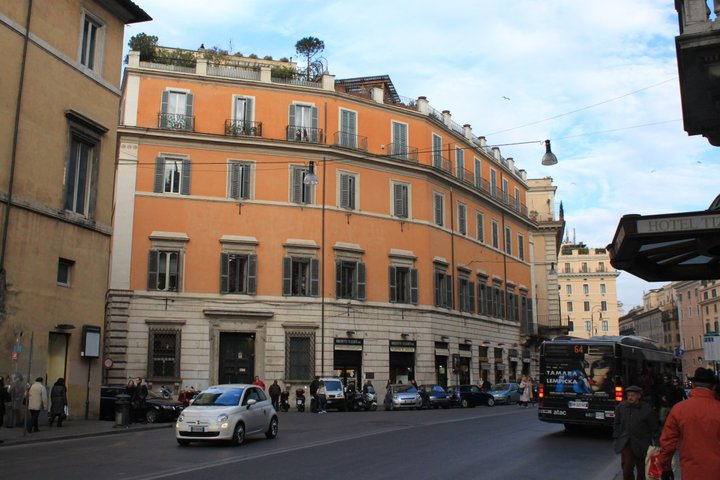
Vista do palácio no Corso Vittorio Emanuele II.

Palazzo Roberti Conti Datti, conhecido apenas como Palazzo Datti, é um palácio maneirista localizado na esquina do Corso Vittorio Emanuele II e a Via di Torre Argentina, na fronteira do rione Sant'Eustachio com o rione Pigna de Roma, no canto do Largo di Torre Argentina

## História
A maior parte dos edifícios na Via di Torre Argentina, a rua que marca a fronteira entre os riones, apresentam características do renascimento tardio, mas a pouca largura da rua torna difícil percebê-las. Este palácio foi construído no século XVI para Luigi Roberti, membro de uma nobre família presente em Roma desde o século XII. Em 1675, ele foi vendido à duquesa de Poli, Lucrezia Colonna Conti, que o reformou. Um século depois, o edifício passou para Alessio Datti, da família Datti, de Cingoli, inscrita na nobreza italiana desde 1855. Sua fachada no Corso Vittorio Emanuele II só foi construída no final do século XIX.

## Descrição
Sua fachada principal é curva e bastante harmoniosa, com dois pisos de onze janelas cada acima dos quais desponta um beiral e um ático do século XIX. No canto chanfrado, no alto, estão três estrelas que se repetem nos outros cantos, elementos heráldicos dos Roberti e dos Datti. No piso térreo se abre um portal arquitravado entre duas janelas, estas também com arquitraves; o resto da fachada são aberturas comerciais. Um revestimento rusticado recobre todo este piso até o piso nobre, onde viveu o Girolamo Casanate, eleito cardeal em 1763. No lado do edifício na Via Monterone está afixado na parede uma placa com um édito de 30 de agosto de 1765 do monsenhor presidente delle strade que "proíbe a qualquer pessoa de qualquer status de jogar lixo de qualquer espécie neste local, especialmente o coletor de lixo, sob pena de 15 escudos".